# 索罟灣二號碼頭
索罟灣二號碼頭（英語：Sok Kwu Wan Pier No. 2）是香港離島區南丫島索罟灣索罟灣第一街海岸鄰近索罟灣公眾碼頭的公眾碼頭。該碼頭只提供一條渡輪航線，來往索罟灣至中環，由港九小輪營運。

## 歷史
早年油蔴地小輪的渡輪、持牌渡輪、街渡和私人遊艇共用索罟灣公眾碼頭。由於索罟灣成為當地人和海外遊客的旅遊熱點，碼頭因此十分擁擠。同時由於靠近香港仔，亦吸引大量遊艇，尤其週末假日。當地居民和油蔴地小輪多次向政府投訴碼頭擁擠和登岸設施不足。運輸署長在檢視情況後認為需要增設設施以減輕擁擠和提升安全。
1994至1995年間，政府計劃興建新碼頭，為油蔴地小輪和公眾提供更多的登岸設施。新碼頭工程於1996年2月動工，耗資2800萬港元。碼頭於1998年3月4日啟用。